# Blauw-Wit in het seizoen 1956/57
Het seizoen 1956/1957 was het derde jaar in het bestaan van de Amsterdamse betaaldvoetbalclub Blauw-Wit. De club kwam uit in de Eerste divisie B en eindigde daarin op de eerste plaats, dit hield in dat de club rechtstreeks promoveerde naar de Eredivisie. Tevens deed de club mee aan het toernooi om de KNVB Beker, hierin werd in de tweede ronde verloren van Volendam (4–5).

## Wedstrijdstatistieken

### Eerste divisie B
|       | AGOVV | D.F.C. | EBOH  | EDO   | Excelsior | Fortuna | Helmond | Hermes DVS | RCH   | Rigtersbleek | SHS   | Sittardia | Stormvogels | Vitesse | Volendam |
| ----- | ----- | ------ | ----- | ----- | --------- | ------- | ------- | ---------- | ----- | ------------ | ----- | --------- | ----------- | ------- | -------- |
| Thuis | 3 – 1 | 1 – 0  | 3 – 0 | 2 – 0 | 2 – 0     | 0 – 0   | 3 – 0   | 4 – 1      | 2 – 1 | 2 – 0        | 0 – 2 | 3 – 2     | 2 – 0       | 2 – 0   | 5 – 1    |
| Uit   | 1 – 8 | 3 – 2  | 0 – 2 | 3 – 2 | 1 – 1     | 2 – 4   | 1 – 3   | 1 – 0      | 2 – 5 | 1 – 2        | 3 – 4 | 1 – 2     | 1 – 5       | 1 – 1   | 1 – 0    |

### KNVB Beker
| 1e ronde                                             | Blauw-Wit                                                        | 5 – 2 (3 – 1) | EDO                                       |
| 19 augustus 1956 Plaats: Amsterdam Olympisch Stadion | Piet Frederiks 20', –' Piet Koekebakker 33', –' Herman Koers 90' |               | Jaap Duivenvoorden Hans Spiers            |
| 2e ronde                                             | Volendam                                                         | 5 – 4 (2 – 2) | Blauw-Wit                                 |
| 16 september 1956 Plaats: Volendam Julianaweg        | Dick Tol 21', –', 75' Harmen Veerman 31' Thames Tol              |               | 19', –', –' Herman Koers Piet Koekebakker |

## Statistieken Blauw-Wit 1956/1957

### Eindstand Blauw-Wit in de Nederlandse Eerste divisie 1956 / 1957
| Stand | Gespeeld | Gewonnen | Gelijk | Verloren | Punten | Doelpunten voor | Doelpunten tegen |
| ----- | -------- | -------- | ------ | -------- | ------ | --------------- | ---------------- |
| 1e    | 30       | 22       | 3      | 5        | 47     | 74              | 30               |

### Topscorers
| #      | Naam             | Goal |
| ------ | ---------------- | ---- |
| 1.     | Piet Koekebakker | 18   |
| 2.     | Aad van der Zant | 16   |
| 3.     | Jan Dahrs        | 10   |
| 3.     | Piet Frederiks   | 10   |
| 5.     | Nico Engelander  | 8    |
| 6.     | Herman Koers     | 5    |
| 7.     | Joop Bommels     | 3    |
| 7.     | Karel Diehl      | 3    |
| 9.     | Wim Kersbergen   | 1    |
| Totaal | Totaal           | 74   |

| #      | Naam             | Goal |
| ------ | ---------------- | ---- |
| 1.     | Herman Koers     | 4    |
| 2.     | Piet Koekebakker | 3    |
| 3.     | Piet Frederiks   | 2    |
| Totaal | Totaal           | 9    |